# Вахиде Перчин
Вахиде Перчин (на турски: Vahide Perçin) е турска актриса. Най-известната ѝ роля сред българската публика е на Зехра Йълмаз в сериала „Огледален свят“.

## Ранен живот
Родена е в Измир, Турция на 13 юни 1965 г. Произлиза от семейство на гръцки емигранти. Баща ѝ е шофьор на камион, а майка ѝ е домакиня. Учи графичен дизайн в гимназията, а след това във Факултета по икономика. Учи в училището за изящни изкуства, като преминава всичките девет изпита и завършва като най-добрата студентка. Премества се в Анкара, след като завършва училище. По-късно приема предложение от Държавния театър и се премества в Адана.

## Кариера
През 2003 Вахиде започва телевизионната си кариера в ролята на Сузан Козан в сериала „Истанбулска приказка“. Семейството на Перчин се премества в Истанбул, а след това получава ролята на Фулия в сериала „Любов извън закона“. През 2006 участва във филма „Първа любов“ заедно с Четин Текиндор. През 2007 печели наградата „Златна топка“ за най-добра актриса за представянето си във филма. От 2007 до 2010 участва в сериала „Да върнеш времето назад“ в ролята на Зейнеп Еилмез. През 2010 участва във филма „Зефир“. Филмът е избран за 47-ия „Голдън Ориндж“ филмов фестивал и за 35-ия филмов фестивал в Торонто. През 2011 Вахиде участва в главната роля на Зехра Йълмаз в сериала „Огледален свят. Напуска след няколко епизода от втори сезон поради здравословни причини.
През 2012 участва в сериала „Здравей, живот“, който е базиран на американския сериал „Лична практика“. Поделя главната роля с Йеткин Дикинджилер, Седа Гювен, Нихан Бюуюкаач, Ясемин Санино и Мелике Гюнер. Сериалът приключва след 13 епизода. Перчин участва в сериала „Великолепният век“ в ролята на остарялата Хюррем Султан. През 2016 участва в сериала „Майка“ в ролята на Гьонюл, през 2018 – 2020 – в „Имало едно време в Чукурова“ в ролята на Хюнкар, а през 2022 – 2024 – в „Изневяра“ в ролята на Гюзиде.

## Личен живот
През 1991 Вахиде се омъжва за актьора Алтан Гьордюм. Детето им се ражда през 1994 и се казва Ализе. Двамата се развеждат през 2013.
През 2011 Перчин е диагностицирана с рак на гърдата. След напускането на „Огледален свят“, започва да се бори с болестта с подкрепата на семейството и приятелите си. Вахиде се справя с болестта и продължава кариерата си.

## Филмография

### Телевизия
| Година      | Заглавие                    | Роля                  |
| ----------- | --------------------------- | --------------------- |
| 2003 – 2005 | Истанбулска приказка        | Сузан Козан           |
| 2005 – 2007 | Любов извън закона          | Фулия                 |
| 2007 – 2009 | Да върнеш времето назад     | Зейнеп Еилмез         |
| 2011 – 2012 | Огледален свят              | Зехра Йълмаз          |
| 2012 – 2013 | Здравей, живот              | Дениз Корел           |
| 2013 – 2014 | Великолепният век           | Хюррем Султан         |
| 2016        | Ново начало                 | Джанет                |
| 2016 – 2017 | Майка                       | Гьонюл Аслан          |
| 2018 – 2020 | Имало едно време в Чукурова | Хюнкар Сарачоглу Яман |
| 2022 – 2024 | Предателство                | Гюзиде Йеренсьой      |

### Филми
| Година | Заглавие                      | Роля   |
| ------ | ----------------------------- | ------ |
| 2005   | Разкажи, Истанбул             | Хюррем |
| 2006   | Първа любов                   | Невин  |
| 2007   | Честита Нова Година в Лондон! | Ферда  |
| 2008   | Коли на революцията           | Суна   |
| 2011   | Зефир                         | Ай     |
| 2012   | Госпожа Айхан                 | Айхан  |

### Театър
| Година | Заглавие                 |
| ------ | ------------------------ |
| 1992   | Желязна земя, медно небе |
| 1993   | 403 километра            |
| 1994   | Насладете се на неделя   |
| 1996   | Дяволски паяк            |
| 1997   | Играй играта             |
| 1998   | Мир                      |
| 1999   | Мостът при Кьосе Даг     |
| 2000   | Раздяла                  |
| 2001   | Kızılırmak Karakoyun     |
| 2001   | Тигелът                  |
| 2002   | Извънредна нощ           |
| 2007   | Малки бойни престъпления |

## Награди и номинации
| Година | Категория                     |
| ------ | ----------------------------- |
| 1996   | „Най-добра актриса“           |
| 2007   | „Най-добра актриса“           |
| 2007   | „Най-добра театрална актриса“ |
| 2008   | „Актриса на годината“         |